# Кримски федерален окръг
Вижте пояснителната страница за други значения на Крим.
Кримският федерален окръг (на руски: Кры́мский федера́льный о́круг) е бивш федерален окръг в състава на Русия, разположен на полуостров Крим на Черно и Азовско море. Административен център на окръга е град Симферопол.
Създаден е с указ на президента на Русия на 21 март 2014 г. след присъединяването на Република Крим към Руската федерация чрез междудържавен договор на 18 март същата година Република Крим просъществува като независима държава само 1 ден, след като Автономна република Крим (заедно с влелия се в нея няколко дни преди това град със специален статут Севастопол) обявява своята независимост и излизането си от състава на Украйна на 17 март същата година въз основа на референдум, проведен предишния ден. Това отделяне на АР Крим и Севастопол не се признава от Украйна.
Окръгът е закрит на 28 юли 2016 година „с цел повишаване на ефективността на дейността на федералните органи на държавната власт“ с президентски указ № 375, като е включен в състава на Южния федерален окръг.

## Състав
Кримският федерален окръг включва следните субекти на Руската федерация:
1. Република Крим – със столица Симферопол;
2. Севастопол – град от федерално значение с няколко селища.

## Градове
По-големи градове: Симферопол, Севастопол, Керч, Ялта, Евпатория.